# Friedrich Christoph Oetinger

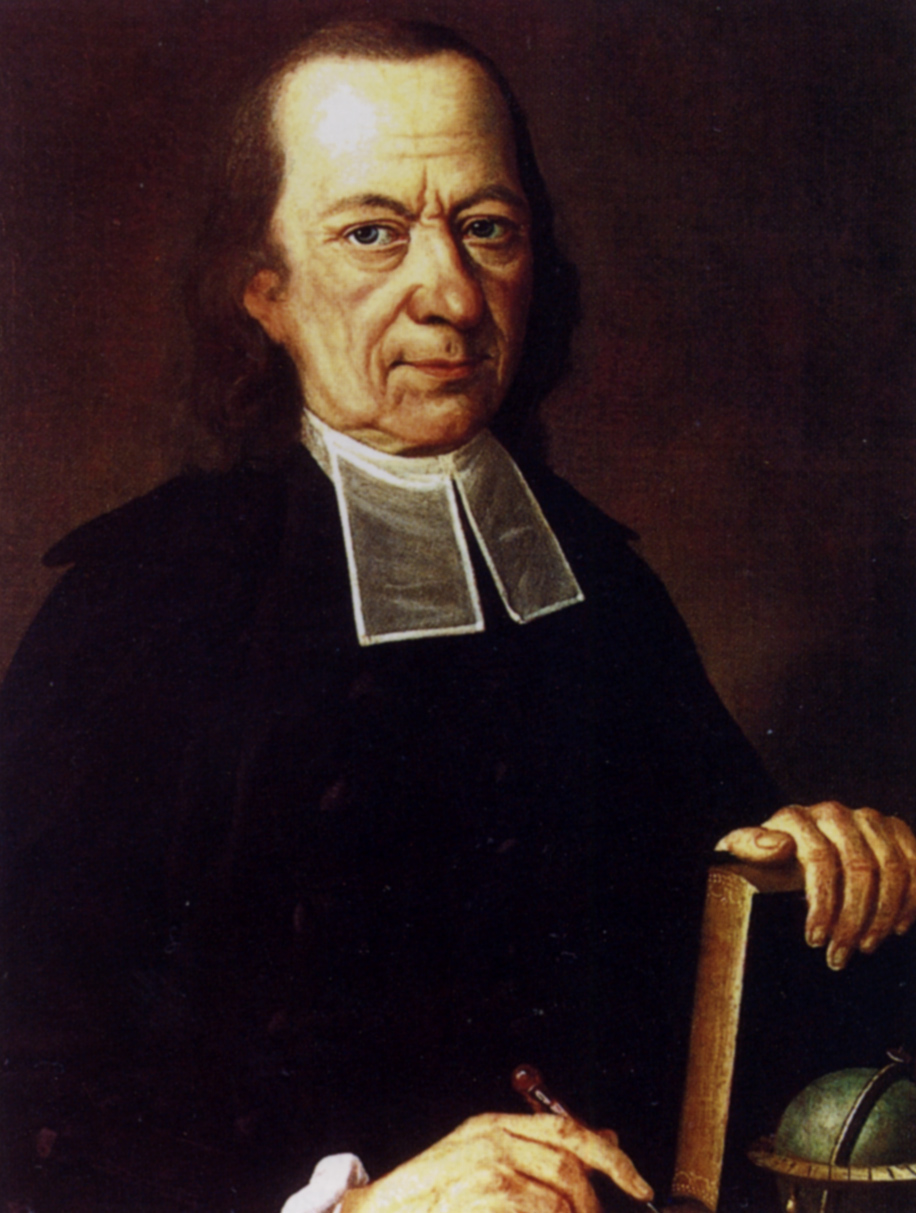
F-c-oetinger-by-eger1775

Friedrich Christoph Oetinger (Göppingen, 2 maggio 1702 – Murrhardt, 10 febbraio 1782) è stato un teologo e teosofo tedesco.

## Biografia
Oetinger è nato a Göppingen. Ha studiato filosofia e teologia luterana a Tubinga (1722-1728), rimanendo colpito dalle opere di Jakob Böhme e dedicando particolare attenzione a Leibniz e Wolff. Al termine del suo corso universitario, Oetinger trascorse alcuni anni viaggiando in Europa. Nel 1730 visitò il conte Zinzendorf a Herrnhut, rimanendo qui alcuni mesi come insegnante di ebraico e greco antico. Durante i questi viaggi, nella sua brama di conoscenza, ebbe modo di incontrare molti mistici e separatisti, teologi e medici, cristiani ed ebrei colti, e imparò da tutti allo stesso modo. I Filadelfiani lo indussero ad accogliere l'apocatastasi (greco: αποκατάστασις, apokatástasis), la credenza che tutte le anime alla fine dei tempi saranno salvate, ed egli la introdusse nel suo sistema teologico, principalmente in base alla testimonianza di 1 Corinzi 15 ed Efesini 1:9-11.
Con qualche ritardo fu ordinato ministro religioso, e tenne più volte uffici di pastore (dal 1738). Mentre era parroco (dal 1746) presso Walddorf vicino a Tubinga, studiò alchimia e fece molti esperimenti, la sua idea era di usare la propria conoscenza per scopi simbolici. Tali pratiche lo esposero agli attacchi di molte persone che fraintesero le sue intenzioni. "La mia religione", disse una volta, "è il parallelismo della Natura e della Grazia".
Oetinger tradusse parte del trattato di Emanuel Swedenborg Cielo e Inferno, aggiungendovi glosse di suo pugno. Il suo trattato Swedenborgs und anderer Irrdische und himmlische Philosophie è stato pubblicato nel 1765. Questa e altre sue traduzioni di Swedenborg gli procurarono la censura dei superiori ecclesiastici, ma poiché era protetto dal duca di Württemberg, fu nondimeno nominato sovrintendente delle chiese del distretto di Weinsberg, ricoprendo successivamente la stessa carica a Herrenberg e divenendo infine prelato a Murrhardt (nominato nel 1765; entrato in ufficio 1766), dove morì.

## Opere
Oetinger ha pubblicato circa settanta opere, nelle quali ha esposto le sue idee teosofiche. Un'edizione raccolta, Sämtliche Schriften (prima sezione, Homiletische Schriften, 5 voll., 1858-1866, 2ª sezione, Theosophische Werke, 6 voll., 1858-1863), è stato preparato da Karl Christian Eberhard Ehmann, che ha anche curato di Oetinger Leben und Briefe (1859). Cfr. anche C. A. Auberlen: Die Theosophie Friedr. Chr. Oetinger's (1847, 2ª edizione, 1859), e Herzog: Friedrich Christoph Ötinger (1902).
- (DE)  Selbstbiographie. Genealogie der reellen Gedanken eines Gottesgelehrten, introduzione di Julius Roessle, Metzingen, Ernst Franz, 1990. ISBN 3-7722-0035-4
- (DE)  con Gerhard Schäfer e Otto Betz, Biblisches und Emblematisches Wörterbuch, volume 1, collana Texte Zur Geschichte Des Pietismus, Walter De Gruyter, [Tübingen], Berlin, New York: 1999. ISBN 3-11-004903-1
- Inquisitio in sensum communem et rationem..., Friedrich Frommann Verlag, Stuttgart-Bad Cannstatt, [1753], 1964.
- (DE)  Die Wahrheit des sensus communis oder des allgemeinen Sinnes..., Ehmann, 1861.

### Letture suggerite
a) Prima del 1945:
- Rines, George Edwin, ed. (1920). "Oetinger, Friedrich Christoph". Encyclopedia Americana.

Questo lavoro rimanda a sua volta alle monografie di Auberlen (1847), Ehmann (1859) e Wächter (1885).
Chisholm, Hugh, ed. (1911). "Oetinger, Friedrich Christoph". Encyclopædia Britannica (11th ed.). Cambridge University Press.
Questo lavoro a sua volta cita:
- K. F. C. Ehmann, Oetinger's Leben und Briefe (1859)
- C. A. Auberlen, Die Theosophie Friedr. Chr. Oetinger's (1847; 2nd ed., 1859)
- Herzog, Friedrich Christoph Ötinger (1902)
- "Oetinger, Friedrich Christoph". New International Encyclopedia. 1905.

b) 1945 - 1990:
Breymayer, Reinhard, ed.: "Oetinger, Friedrich Christoph 1702 - 1782". In Heiner Schmidt [Hauptbearbeiter und Hrsg.], Quellenlexikon zur deutschen Literaturgeschichte, vol. 24. (Duisburg): Verlag für Pädagogische Dokumentation 2000, pp. 106 – 114.
- Breymayer, Reinhard: Oetinger (Frédéric-Christophe), in: Dictionnaire de spiritualité ascétique et mystique. Doctrine et histoire. Fondé par M[arcel] Viller, F[erdinand] Cavallera, J[oseph] de Guibert, S. J. Continué par A[ndre] Rayez, A[ndre] Derville et A[made] Solignac, S. J. avec le concours d'un grand nombre de collaborateurs, tome 11. Nabinal - Ozanam. Paris 1982, p. 682, col. 2 - p. 685, col. 1.
- Erb, Peter Christian, ed.: Pietists: Selected Writings. Paulist Press, 1983 - ISBN 0-8091-2509-9 - Wurttemberg Pietism: Johann Albrecht Bengel (1687-1752) & Friedrich Christoph Oetinger (1702-1782), p. 253-288.
- Gadamer, Hans Georg: "Oetinger als Philosoph". Kleine Schriften, III, 89-100.
- Yeide, Jr., Harry (Elwood): A Vision of the Kingdom of God. The Social Ethic of Friedrich Christoph Oetinger. Ph.D. Diss. (in religion) Harvard University, Cambridge, Massachusetts 1965 [non pubblicato].

c) Letteratura recente:
- Weyer-Menkhoff, Martin: Christus, das Heil der Natur. Entstehung und Systematik der Theologie Friedrich Christoph Oetingers. Göttingen: Vandenhoeck & Ruprecht 1990 (Arbeiten zur Geschichte des Pietismus, vol. 27), pp. 272–326 Bibliography.
- Weyer-Menkhoff, Martin: Friedrich Christoph Oetinger. Bildbiographie. Wuppertal und Zürich: R. Brockhaus / Metzingen: Ernst Franz Verlag 1990, ISBN 3-417-21107-7 (R. Brockhaus), ISBN 3-7722-0215-2 (Franz).
- Yeide, Jr., Harry [Elwood]: Studies in Classical Pietism. The Flowering of the Ecclesiola. New York; Washington, DC; Baltimore [et alibi] Peter Lang 1997 (Studies in Church History, vol. 6), pp. 109–123 with notes 1-45 on pp. 172–176.
- Griffero, Tonino: Oetinger e Schelling. Teosofia e realismo biblico alle origini dell'idealismo tedesco. Nike, Segrate (Milano) (2000), ISBN 88-87004-17-X, 313 pp.
- Herzog, Frederick: European pietism reviewed. San José, California: Pickwick Publications (2003) (Princeton Theological Monograph Series; 50), pp. (35)-38: Sacred Philosophy? Oetinger.
- Weyer-Menkhoff, Martin: The Pietist Theologians. An Introduction to Theology in the Seventeenth and Eighteenth Centuries. Edited by Carter Lindberg. Malden, MA; Oxford, UK; Carlton, Victoria, Australia: Blackwell (2005) (I grandi teologi. Una serie comprensiva dedicata ai maggiori teologi di tutti i tempi), pp. 239–255: Friedrich Christoph Oetinger (1702-1782).
- Mathesis, Naturphilosophie und Arkanwissenschaft im Umkreis Friedrich Christoph Oetingers (1702-1782). Hrsg. von Sabine Holtz, Gerhard Betsch und Eberhard Zwink in Verbindung mit dem Institut für Geschichtliche Landeskunde und Historische Hilfswissenschaften der Universität Tübingen. Stuttgart. Franz Steiner Verlag 2005 (Contubernium. Tübinger Beiträge zur Universitäts- und Wissenschaftsgeschichte, vol. 63). - VIII, 314 pp. - ISBN 3-515-08439-8.
- Breymayer, Reinhard: "Oetinger, Friedrich Christoph (pseudonyms: Halatophilus Irenaeus, Bibliophilus Irenaeus)". Dictionary of Gnosis & Western Esotericism. Edited by Wouter J[acobus] Hanegraaff in collaboration with Antoine Faivre, Roelof van den Broek, Jean-Pierre Brach. Leiden / Boston: E. J. Brill 2005, vol. 2, pp. 889–894.
- Hanegraaff, Wouter J[acobus]: Swedenborg, Oetinger, Kant: Three Perspectives on the Secrets of Heaven. The Swedenborg Foundation, West Chester, Pennsylvania 2007 (Swedenborg Studies Series, no. 18) ISBN 978-0-87785-321-3, pp. 67–85: "Friedrich Christoph Oetinger".
- Griffero, Tonino: Il corpo spirituale. Ontologie "sottili" da Paolo di Tarso a Friedrich Christoph Oetinger. Mimesis Edizioni, Milano (2006 [2007]), ISBN 978-88-8483-413-3. [pp. 417 – 510 bibliography.]
- Shantz, Douglas H.: “The Harvest of Pietist Theology: F.C. Oetinger's Quest for Truth as recounted in his Selbstbiographie of 1762”, in Tradition and Formation: Claiming An Inheritance. Essays in Honour of Peter C[hristian] Erb, edited by Michel Desjardins and Harold Remus. Kitchener: Pandora Press, 2008, pp. 121–134.
- Breymayer, Reinhard: Prälat Oetingers Neffe Eberhard Christoph v. Oetinger [...]. seconda ediz. migliorata. Tübingen: Noûs-Verlag Thomas Leon Heck 2010. - 215, [I] pp. 4°. - ISBN 978-3-924249-49-6. [Le relazioni tra F. C. Oetinger e la sua famiglia e Goethe - La vita della nipote di F. C. Oetinger's, E. C. von Oetinger. Charlotte Louise Ernestine Edle von Oetinger, nata von Barckhaus, era una parente e una ex fidanzata ('Amasia') di Goethe.
- Kummer, Ulrike: Autobiographie und Pietismus. Friedrich Christoph Oetingers Genealogie der reellen Gedancken eines Gottes=Gelehrten. Untersuchungen und Edition. Frankfurt am Main/New York: Peter Lang 2010, ISBN 978-3-631-60070-2 [Prima edizione critica dell'autobiografia di Oetinger, con commento, in cui si tratta anche della tradizione alchemica ed ermetica rilevante per Oetinger.]
- Breymayer, Reinhard: Zwischen Prinzessin Antonia von Württemberg und Kleists Käthchen von Heilbronn. Neues zum Magnet- und Spannungsfeld des Prälaten Friedrich Christoph Oetinger. Dußlingen: Noûs-Verlag Thomas Leon Heck, 2010. - 229 pp. 4°. - ISBN 978-3-924249-51-9. [La simpatia di Oetinger per la cabala e il magnetismo come rilevanti per Hölderlin, Hegel e Heinrich von Kleist.]
- Ehmer, Hermann: "Oetinger, Friedrich Christoph". In: Religion. Past & Present. Encyclopedia of Theology and Religion. Edited by Hans Dieter Betz, Don S. Browning (+), Bernd Janowski, Eberhard Jüngel, vol. 9. Brill, Leiden/Boston 2011, p. 279.
- Breymayer, Reinhard: Goethe, Oetinger und kein Ende. Charlotte Edle von Oetinger, geborene von Barckhaus-Wiesenhütten, als Wertherische "Fräulein von B..". Dußlingen: Noûs-Verlag Thomas Leon Heck, 2012. 143 pp. 4°. - ISBN 3-924249-54-7; S. 13–26, 53–82, 93 f, 107–121. zu Charlotte von Barckhaus-Wiesenhüttens durch den Liebeskummer in die Katastrophe getriebenem Verehrer Heinrich Julius von Lindau, Freund Goethes, Pflegevater von dessen späterem Ziehsohn Peter im Baumgarten, Werther im Waffenrock.
- Breymayer, Reinhard: Friedrich Christoph Steinhofer. Ein pietistischer Theologe zwischen Oetinger, Zinzendorf und Goethe. Mit der Lösung eines quellenkritischen Problems bei Karl Barth und einem Exkurs über die Bedeutung von Tugendlehre und Biblischen Summarien für die Lehrtafel in Steinhofers Amtsort Teinach. Dußlingen: Noûs-Verlag Thomas Leon Heck, 2012. - 183 pp. - ISBN 978-3-924249-53-3.
- Breymayer, Reinhard (Ed.): Johann Friedrich Jüdler, Friedrich Christoph Oetinger, Erhard Weigel: Realvorteile zum Informieren. Johann Friedrich Jüdlers ehmaligen Schulmeisters zu Stetten im Ramstal [Remstal] Realvorteile zum Informieren für die Anfänger in deutschen und lateinischen Schulen nach den Absichten der Realschule zu Berlin. Aus dem Mund und Gespräch des Herrn Spezialsuperintendenten Oetingers geschöpft und dem Druck übergeben <1758>. (Historisch-kritische Edition und Faksimile-Neudruck der Ausgabe Heilbronn [am Neckar] : Johann Friedrich Majer, 1758.) - Noûs-Verlag Thomas Leon Heck, 2014. - 179 pp. 4°. - ISBN 978-3-924249-56-4.